# 孙仲德
孙仲德（1902年—1961年），安徽肥西人，中华人民共和国政治人物。
担任安徽省政协副主席兼省政府民政厅厅长。1954年，当选第一届全国人民代表大会代表。